# Божидар Драгутиновић
Божидар Драгутиновић, (Коњарник, Општина Житорађа, 02.6.1941. — Зајечар, 21.08.2009.) био је југословенски и српски глумац и сликар.

## Биографија
Божидар Драгутиновић је рођен у околини Прокупља, као пето дете Спасеније и Радоја Драгутиновића. Гимназију је завршио у Прокупљу и одмах након завршене школе, запослио се у морнарици ЈНА као цивилно лице. Међутим, није дуго радио, када је одлучио да своју каријеру гради у уметности, као и његова старија браћа и сестре. Андрија је био правник, писац, песник и новинар, Видосава је била директор Топличке библиотеке, Хранислав се бавио глумом и сликарством, а најмлађа, Љиљана Драгутиновић је позната глумица.
Глумио у позориштима широм Србије и Републике Српске, те је тако играо у: Бањалуци, Мостару, Крагујевцу, Народном позоришту Ужице (16.08.1974.-15.08.1975.), Народном позоришту у Пироту, а најдуже се задржао у Народном позоришту Тимочке крајине у Зајечару, где се пензионисао 2005. године.
Играо је у 75 позоришних представа, а најзапеженије улоге је остварио у комадима: Дрвени тањир, Боинг Боинг, Путујуће позориште Шопаловић, Одрпанци, Рукавице, Семе итд.
Поред позоришта, Божа је остварио запажене роле у неколико остварења југословенске кинематографије. Можда најзапаженију ролу је остварио у Тимочкој буни. А на филмском платну бриљирао је још и у Краљевском возу, На путу за Катангу као и у Дан дужи од године.
Поред глуме, бавио се и сликањем. Дуго је сликао и насликао велики број слика. У фоајеу Зајечарског позоришта је организовао преко 10-ак самосталних изложби.
За собом Божидар је оставио супругу, и 2 сина. Преминуо је 21.08.2009. године после дуге болести, и сахрањен је у Зајечару.